# Прескок
Прескокът е една от дисциплините в спортната гимнастика – както при жените, така и при мъжете. Прескокът може да бъде на коза или на кон в зависимост от нивото на изпълнителя.
При изпълнение на прескока, спортистът се засилва по пътека, след това се отхвърля от специален пружинен трамплин. Самият уред се нарича „кон“, дизайнът му е сменен през 2000-те вследствие на няколко тежки злополуки.
Размери:
- при жените – 120 сантиметра височина и 95 сантиметра ширина
- при мъжете – 135 сантиметра височина и 125 сантиметра ширина

Пътеката за засилване е дълга 25 метра и широка един метър. Височината на отблъскващия пружинен трамплин е 20 сантиметра.